# Fandrup
Fandrup er en by i det vestlige Himmerland med 204 indbyggere i byområdet (2019). Den har i de senere år svinget omkring de 200 indbyggere, som er Danmarks Statistiks definition på en by. Fandrup er beliggende 10 km nordøst for Hvalpsund, 3 km vest for Farsø og 15 km vest for Aars. Byen hører til Vesthimmerlands Kommune og ligger i Region Nordjylland. I 1970-2006 hørte byen til Farsø Kommune.
Fandrup hører til Farsø Sogn. Farsø Kirke ligger i Farsø.

## Faciliteter
Et hus, der havde tilhørt Hjemmeværnet og derfor blev kaldt Krudthuset, blev i 2005 overflødigt ved sammenlægning af nogle distrikter. Så blev der dannet en forening for at købe huset og gøre det til Kultur- og Medborgerhus. Det temmelig forfaldne hus blev istandsat af frivillige, hovedsagelig med brugte materialer, og huset på Borgergade 49 blev indviet som forsamlingshus 1. maj 2006. Det har plads og køkkenfaciliteter til 60 gæster.

## Historie
Det nuværende Fandrup opstod ved udskiftningen i 1798, hvor 3 gårde, udvalgt ved lodtrækning, blev flyttet hertil fra det ældste Fandrup.

### Stationsbyen
Fandrup fik station på Hvalpsundbanen (1910-69). Stationen blev nedrykket til trinbræt i 1968.
I det meste af stationsbytiden havde Fandrup en del butikker: brugsforening, købmand, fiskehandler, manufakturforretning, bager, snedker, tømmerhandel m.fl. Nu er der ingen tilbage. Stationsbygningen er bevaret på Banevej 8. Den nordøstlige gren af Banevej er anlagt på banetracéet, og et stykke af tracéet er bevaret sydvest for Borgergade.

### Skoler
Fandrup skole blev bygget i 1911, men der har været skole i byen meget længere tilbage i tiden. Der blev også oprettet en friskole, som senere blev omdannet til forskole og derefter til missionshus.

## Kendte personer
- Knud V. Kristensen (1953-), borgmester og tidligere medlem af Folketinget, født og opvokset i Fandrup.